# Philippe Joseph Jacob
Pour les articles homonymes, voir Jacob (homonymie).
Pierre Philippe Joseph Jacob, né le 9 février 1765 à Saint-Germain-en-Laye (Seine-et-Oise), mort le 29 janvier 1826 à Aurillac (Cantal), est un général français de la Révolution et de l’Empire.

## Biographie
Cordonnier-fafioteur, il entre en service le 9 juillet 1781, comme soldat au Régiment de Lyonnais, et il participe à la prise de l’île de Minorque et au siège de Gibraltar. Il est nommé caporal le 31 mai 1784, sergent le 16 août 1789, et il obtient son congé le 5 juillet 1790.
Capitaine des volontaires nationaux de Saint-Germain-en-Laye le 4 septembre 1792, il est élu lieutenant-colonel commandant le 5e bataillon de volontaires de Seine-et-Oise le 10 septembre suivant, et il rejoint l’armée de la Moselle.
Il est promu général de brigade le 30 juillet 1793 à l’armée du Rhin, et le 5 septembre 1793, il commande le département du Mont-Terrible. Il est nommé général de division le 26 septembre 1793, il est blessé au déblocus de Bitche le 21 novembre 1793, et il est suspendu le 16 décembre 1793.
Réintégré le 24 février 1794, il est envoyé à l’armée des Ardennes le 2 mars 1794, puis le 17 mai suivant à l’armée du Nord. En septembre 1794, il rejoint l’armée de Sambre-et-Meuse et en octobre il commande au Quesnoy. Non compris dans la réorganisation des états-majors, il est mis en disponibilité le 13 juin 1795, et il est admis à la retraite le 20 août suivant.
Remis en activité le 7 janvier 1796 à l’armée du Nord, il prend le commandement de Gand le 6 février suivant, et il est réformé le 1er novembre 1796. Il est fait chevalier de la Légion d’honneur le 29 mars 1805.
Il meurt le 29 janvier 1826 à Aurillac.

## Sources
- (en) « Generals Who Served in the French Army during the Period 1789 - 1814: Eberle to Exelmans »
- « Cote LH/1339/16 », base Léonore, ministère français de la Culture
- Philippe-Joseph Jacob  sur roglo.eu
- Étienne Charavay, Correspondance général de Carnot, tome 4, imprimerie Nationale, 1907.
- Docteur Robinet, Jean-François Eugène et J. Le Chapelain, Dictionnaire historique et biographique de la révolution et de l'empire, 1789-1815, volume 2, Librairie Historique de la révolution et de l’empire, 886 p. (lire en ligne), p. 199.
- (pl) « Napoléon.org.pl » [archive du 22 juin 2014]